# 뤼도빅 마냉
뤼도빅 마냉(프랑스어: Ludovic Magnin, 1979년 4월 20일 ~ )은 스위스의 전 축구 선수이자, 현 축구 감독이며 취리히를 이끌고 있다. 현역 시절 포지션은 왼쪽 풀백이었다. 유로 2004와 유로 2008에 참가한 바 있으며, 월드컵으로는 2006 독일 월드컵과 2010 남아공 월드컵에 참가한 바 있다. 특히 유로 2008 대회에서는 팀의 부주장으로 출전했었다.

## 수상
베르더 브레멘
- 2003-04 분데스리가 우승
- 2003-04 DFB-포칼 우승

 슈투트가르트
- 2006-07 분데스리가 우승